# Værker af Giovanni Gabrieli
Dette er en oversigt over Værker af Giovanni Gabrieli.

## Concerti (1587)
'Concerti di Andrea, et di Giovanni Gabrieli, organisti della Serenissima Signori di Venetia': En samling på 77 værker, hvoraf de fleste er af onkelen Andrea Gabrieli, men som også indeholder nogle af den yngre Gabrieli's polykorale motetter.
- 9.) 	Inclina Domine aurem a 6
- 19.) 	Ego dixi Domine a 7
- 33.) 	O magnum mysterium a 8
- 37.) 	Deus meus ad te de luce a 10
- 40.) 	Angelus ad pastores ait a 12
- 77.) 	Sacri di Giove augei a 12

## Sacrae Symphoniae (1597)
En samling på 45 motetter for 6, 7, 8, 10, 12, 14, 15 og 16 stemmer, og 16 canzonas og sonataer for 8, 10, 12, og 15 instrumenter.
1. Cantate Domino, Ch.6
2. Exaudi Domine, justitiam meam, Ch.7
3. Beata es, virgo Maria, Ch.8
4. Miserere mei, Deus, Ch.9
5. O quam suavis est, Domine, Ch.10
6. Benedixisti Domine terram tuam, Ch.11
7. Exaudi Domine, orationem meam, Ch.12
8. Sancta Maria succurre miseris, Ch.13
9. O Domine Jesu Christe, Ch.14
10. Domine exaudi orationem meam, Ch.15
11. Jubilate Deo, omnis terr, Ch.16
12. Misericordias Domin, Ch.17
13. Beati immaculati, Ch.18
14. Laudate nomen Domini, Ch.19
15. Jam non dicam vos servos, Ch.20
16. Beati omnes, Ch.21
17. Domine, Dominus noster, Ch.22
18. Angelus Domini descendit, Ch.23
19. O Jesu mi dulcissime, Ch.24
20. Sancta et immaculata virginitas, Ch.25
21. Diligam te, Domine, Ch.26
22. Exultate justi in Domino, Ch.27
23. Hoc tegitur, Ch.28
24. Ego sum qui sum, Ch.29
25. In te Domine speravi, Ch.30
26. Jubilemus singuli, Ch.31
27. Magnificat, Ch.32
28. Canzon per sonar primi toni a 8, Ch.170
29. Canzon per sonar septimi toni a 8, Ch.171
30. Canzon per sonar septimi toni a 8, Ch.172
31. Canzon per sonar noni toni a 8, Ch.173
32. Canzon per sonar duodecimi toni a 8, Ch.174
33. Sonata pian e forte, Ch.175
34. Benedicam Dominum, Ch.33
35. Domine exaudi orationem meam, Ch.34
36. Maria virgo, Ch.35
37. Deus, qui beatum Marcum, Ch.36
38. Surrexit Pastor bonus, Ch.37
39. Judica me, Domine, Ch.38
40. Quis est iste qui venit, Ch.39
41. Hodie Christus natus est, Ch.40
42. Canzon per sonar primi toni a 10, Ch.176
43. Canzon per sonar duodecimi toni a 10, Ch.177
44. Canzon per sonar duodecimi toni a 10, Ch.178
45. Canzon per sonar duodecimi toni a 10, Ch.179
46. Canzon in echo duodecimi toni à 10, Ch.180
47. Canzon sudetta accommodata per concertar con l’Organo a 10, Ch.181
48. Plaudite, psallite, jubilate Deo omnis terra, Ch.41
49. Virtute magna, Ch.42
50. Kyrie (primus), Ch.43
51. Christe, Ch.44
52. Kyrie (tertius), Ch.45 (Ch.43–45 are a single composition)
53. Gloria, Ch.46
54. Sanctus, Ch.47
55. Magnificat, Ch.48
56. Regina cœli, lætare, Ch.49
57. Canzon per sonar septimi & octavi toni a 12, Ch.182
58. Canzon per sonar noni toni a 12, Ch.183
59. Sonata octavi toni a 12, Ch.184
60. Nunc dimittis, Ch.50
61. Jubilate Deo, omnis terra, Ch.51
62. Canzon quarti toni a 15, Ch.185
63. Omnes gentes plaudite manibus, Ch.52

## Canzoni per sonare (1608)
En samling på 36 korte værker af Gabrieli, Girolamo Frescobaldi, og andre. De fire første er af Gabrieli.
1. Gabrieli: Canzon prima a 4 'La Spiritata', Ch.186
2. Gabrieli: Canzon seconda a 4, Ch.187
3. Gabrieli: Canzon terza a 4, Ch.188
4. Gabrieli: Canzon quarta a 4, Ch.189

## Canzone e Sonate (1615)
En gruppe på 17 canzoni og 4 sonati udgivet posthumt i 1615. Tilsigtet "per sonar con ogni sorte de instrumenti con il basso per l'organo" (at spilles på alle slags instrumenter med orgel som bas).
1. Canzon Prima à 5
2. Canzon 2 à 6
3. Canzon 3 à 6
4. Canzon 4 à 6
5. Canzon 5 à 7
6. Canzon 6 à 7
7. Canzon 7 à 7
8. Canzon 8 à 8
9. Canzon 9 à 8
10. Canzon 10 à 8
11. Canzon 11 à 8
12. Canzon 12 à 8
13. Canzon 13 à 8
14. Canzon 14 à 10
15. Canzon 15 à 10
16. Canzon 16 à 12
17. Canzon 17 à 12
18. Sonata 18 à 14
19. Sonata 19 à 15
20. Sonata 20 à 22
21. Sonata 21

## Sacrae Symphoniae II (1615)
Også kaldet Symphoniae Sacrae. Udgivet posthumt i 1615.